# 賃料交渉
賃料交渉とは、賃貸借契約を締結している法人の賃借人（テナント、店子、入居者等）もしくは賃貸人（地主やビルオーナー等）のどちらかが賃貸借契約を締結している物件の賃料の増減額を一方に請求・交渉することである。
原則、賃貸借契約では、借地借家法第11条、第32条により「賃料の増減額の請求権」を認めているため、賃貸人・賃借人ともに賃料の交渉をする権利を有している（ただし、定期借家や事業用借地の契約書の中に、「減額請求権を排除する」との文言がある場合は、賃料減額交渉の権利がないとされている）。2014年4月の消費増税の際、大手ビル管理会社などが、賃料増額を要請しているケースも多く見られる。
賃料の増減額交渉の対象となるのは、賃貸借を締結している不動産物件全て。具体的には、オフィス（支店、営業所等）、店舗、倉庫、工場、社宅（社員寮）、土地等。
また、類義語として「賃料減額」「賃料削減」「賃料適正化」「家賃値下げ交渉」などがある。

## 賃料減額交渉
基本的に、賃貸人（地主やビルオーナー等）にとって賃料減額は、「賃料を下げられること＝収入の減少」となるため、デメリットとなる。賃料の減額交渉は、賃貸人と賃借人の利益が相反するため、合意の難しい交渉である。
賃料減額交渉（家賃値下げ交渉）は、準備→アポ取り・訪問→賃料減額の申入れ・交渉→合意を基本的なフローとしている。
賃借人による準備とは、賃貸借契約書の確認から、不動産情報の確認までに至る。具体的な不動産情報の例としては、路線価や公示地価、基準地価、道路交通センサス、周辺のマーケット賃料などが挙げられる。周辺のマーケット賃料については、対象不動産の近隣の不動産屋に確認をすることができる。不動産価値の大きな物件の場合、不動産鑑定士に相談する方法もある。これらの情報を元に、賃料減額の請求理由を説明する資料（申入書）を作成する。賃貸人に、賃料減額を納得してもらうためには、準備に時間をかける必要性がある。
準備が整えば、賃貸人に直接会う約束を取り付け、実際の交渉が始まる。交渉において重要なのは、賃料減額の目的と理由を明確に説明することである。具体的には、「賃料をいつから（期間）、いくら（金額）に減額してほしい」という目的を説明し、「マーケット賃料（相場賃料）とのかい離」、「経営状況の悪化」などの理由を述べる。ただし、賃貸人も不動産の専門知識に長けている場合が多く、スムーズに進むことは少ないと言ってよい。

## 賃料減額交渉の現状
効率的な経営、積極的な業務改善を行う大手上場企業などでは、賃料減額交渉の専門コンサルティング会社へ依頼するケースが多く見られる。また、外食チェーンや多店舗展開企業などでは、店舗開発部や店舗管理部の従業員が、賃料減額の交渉をする場合も多い。特に大手のコンビニ、ドラッグストア、ファミレス、ファストフード、アパレルショップ、ホームセンター、美容室チェーン、歯科医院、クリニックなどでは、外部のコンサルティング会社や専門家に委託し賃料減額交渉が積極的に行われている。

## 賃料増額交渉
賃料増額の交渉とは、賃貸人が賃借人に賃料の増額請求を行うことである。
賃貸人による賃料増額の理由としては、一般的に「固定資産税の増加」、「土地価格の上昇その他の経済的事情の変動」、「周辺類似物件の地代等との比較」などが挙げられる。
また、賃貸人は賃貸借契約書の中に、賃料自動改定特約を定めることが可能である。特約の種類としては、「物価変動自動改定特約」、「定額自動改定特約」、「定率自動改定特約」がある。借地借家法では、借主に不利な条項は無効であるとされているが、増額率が固定資産税の上昇率によって決められるような合理的な内容である限り、有効とみなされる場合が多い。
賃料増額についても賃料減額と同様に、スムーズに進むことはほとんどない。また、賃借人側が増額に不服の場合、契約解除を申し入れられる可能性もあるため、その点を総合的に考慮し実施するかどうかを判断すべきである。
アベノミクス以降、また2020年夏季オリンピック決定などの影響により、賃料増額の請求は積極的に行われている。また、賃貸人が変更することで、賃料増額が行われる場合もある。

## 賃料交渉の注意点
賃料交渉は、賃貸人・賃借人双方にとって交渉された場合にメリットがほぼ無いため、慎重に行わなければ、賃貸人と賃借人の関係悪化につながる。相手側のメリットや感情に気を使いながら、賃料変更の妥当性を十分に検討した上で交渉を進める必要がある。
賃料交渉を行うには、賃貸借契約を読み解くための深い知識も必要となる。賃貸人は、多くの場合、不動産会社や不動産に関連する業務を行う企業であり、不動産に関する深い知見を持っている。一方、日本経済の低迷を受け、賃借人からの減額交渉を行うケースも多い。ただし、賃貸人は常に減額請求を受けているため交渉には長けており、賃料減額は非常に難易度の高い交渉となることが多い。

## 賃料交渉コンサルティング会社とは
店舗やオフィス、倉庫、工場などの賃料値下げ交渉を代行するコンサルティング会社や専門業者のことを、賃料減額コンサルティング会社や、賃料交渉業者と言う。
日本には130社以上あると見られており、100人規模の大手企業から、1人の個人事業主まで、規模は様々である。
弁護士や司法書士、税理士、不動産鑑定士といった専門士業が副業としてビジネスをしている会社や、不動産仲介会社が仲介業やテナントサービスの一環として提供している場合もある。
1980年代にアメリカで生まれたビジネスであり、外資系の不動産仲介会社がはじめて日本に持ち込んだ。その後、外資の不動産仲介会社をまねて、日本でも200社余りが創業している。リーマンショック後の不景気で一気に企業数は増加したが、アベノミクスの好景気により、減額交渉をメインとしていたコンサルの半分近くが廃業したと言われている。その一方で、賃料の増額交渉を手がけるコンサル会社も増えている。